# 쓰구촌
쓰구촌(津具村)은 아이치현 기타시타라군에 설치되었던 촌이다. 아이치현 북동부에 위치하고 있었다. 2005년 10월 1일에 기타시타라 군 (구)시타라 정과 합병해, (신) 시타라정의 일부가 되었다.

## 역사
전국 시대에는 다케다 신겐에 의해 쓰구광산이 개발됨으로써 신겐갱이라 불리는 장소가 남는다.
쓰구촌은 초대와 2대째가 있다. 여기에서는 양자에 대해 기술한다.
- 1889년 10월 1일, 정촌제 시행으로 가미쓰구촌과 시모쓰구촌 구역으로 쓰구촌(제1대)이 성립하였다.
- 1890년 10월 20일, 가미쓰구촌과 시모쓰구촌이 분리되었다.
- 1956년 9월 30일, 가미쓰구촌과 시모쓰구촌이 합병해 쓰구촌(제2대)이 성립하였다.
- 2005년 10월 1일, 쓰구촌이 구 시타라정과 합병하여 신 시타라정이 성립하였다.

## 교통
- 촌내에는 국도나 철도가 설치되지는 않았다.